# Велике герцогство Мекленбург-Шверінське
Велике герцогство Мекленбург-Шверінське (нім. Großherzogtum Mecklenburg-Schwerin) — адміністративно-територіальне утворення, велике герцогство у складі Німецького, Північнонімецького союзів та Німецької імперії, що існувала з 1815 до 1918 року.
Титулярним Великим князем Мекленбургу-Шверінгу з 2001 року є Юрій Борвін Мекленбурзький.

## Географія

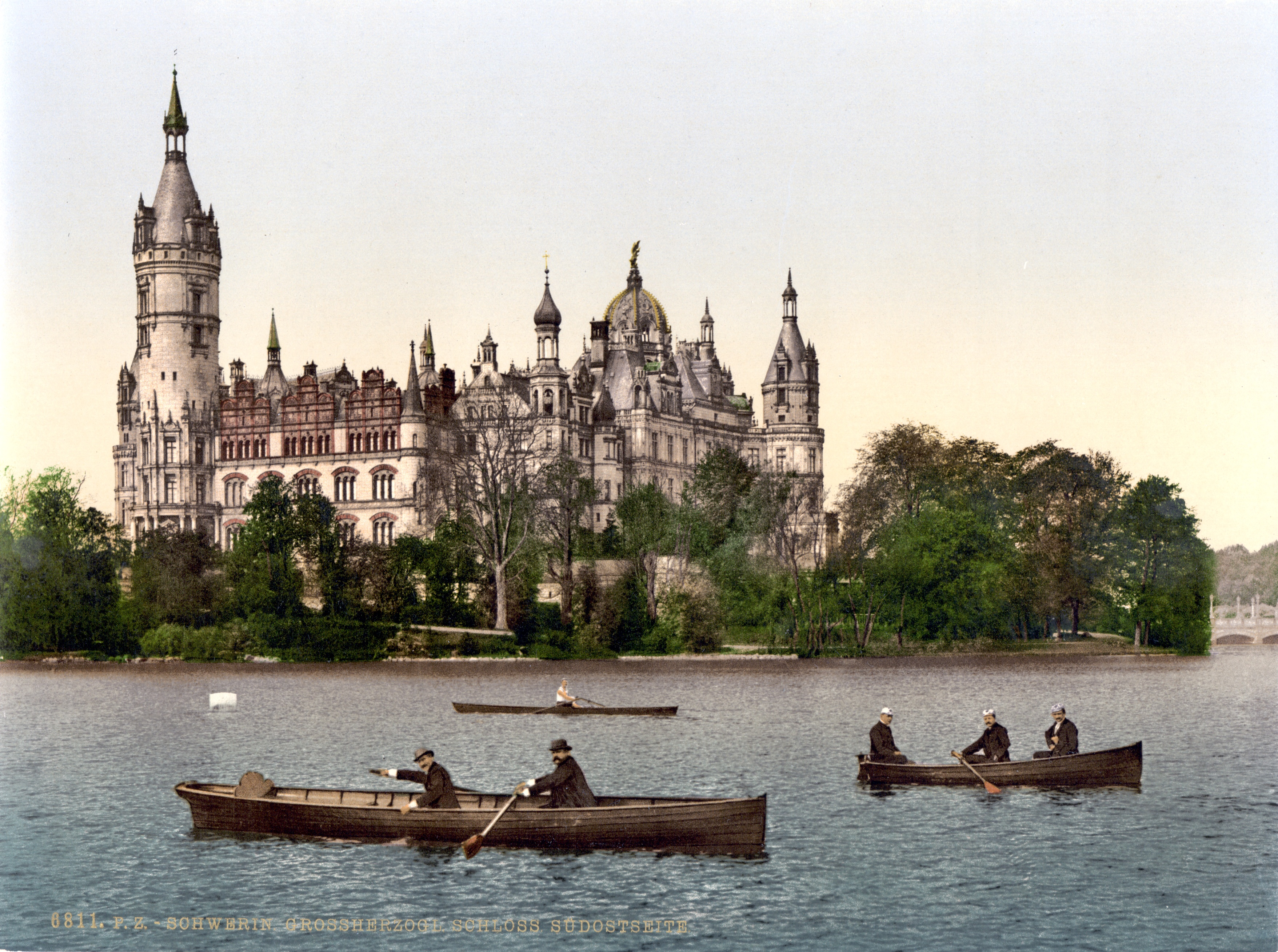
Шверінський замок

Велике герцогство Мекленбург-Шверін на півночі обмежувалося Балтійським морем, а на північному сході прусською провінцією Померанія, де кордони проходили поздовж Західної її частини (колишньої Шведської Померанії) по берегах річок Рекніц, Пеене та озера Куммеровер-Зе. На півдні герцогство межувало з провінцією Пруссії Бранденбург (з ексклавами Россов та Шонберг). На південному заході Мекленбург-Шверін мало кордони з Ганноверським королівством, а після входження Гольштейнського герцогства до складу прусської провінції Шлезвіг-Гольштейн, стало межувати з нею.

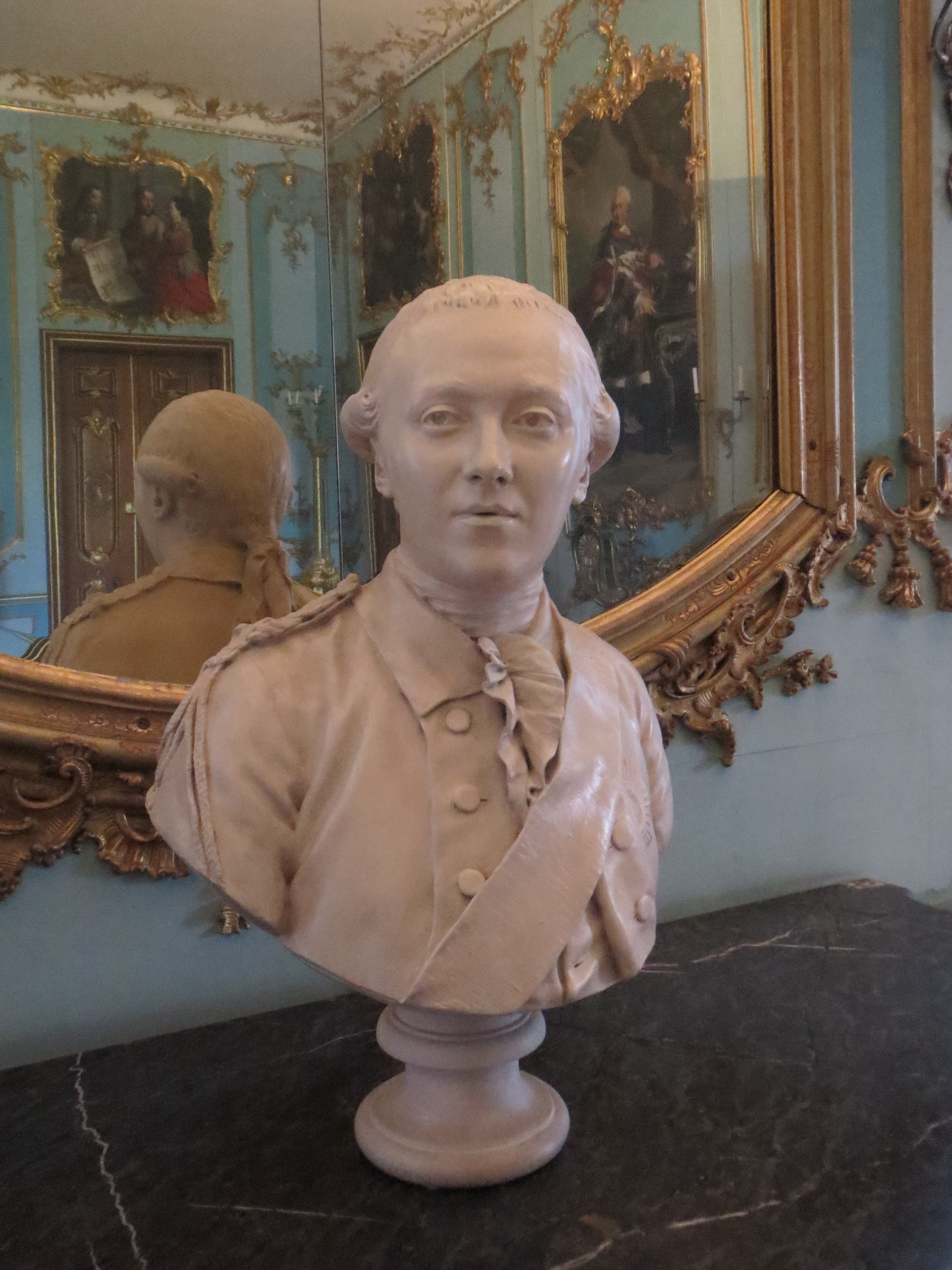
Фрідріх Франц I

## Історія

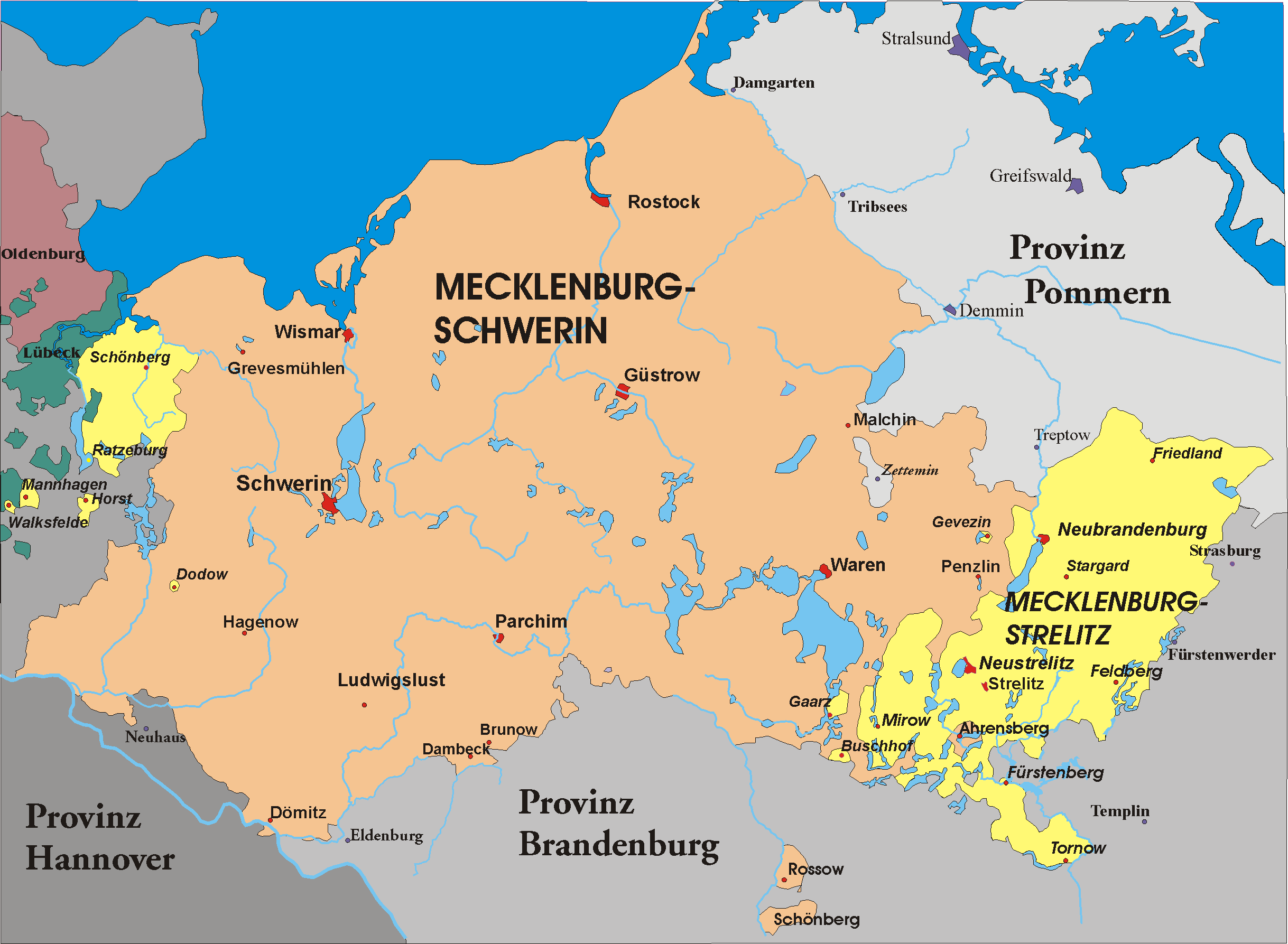
Карта Великого герцогства Мекленбург-Шверінського у 1815—1918

На Віденському конгресі 1815 року обидва мекленбурзькі герцогства (Мекленбург-Шверін та Мекленбург-Штреліц) були проголошені великими герцогствами у складі Німецького союзу, а до їхніх володарів мали тепер звертатися як до Королівських Високостей. Зазвичай до титулу «великий герцог Мекленбурзький» додавалися також титули «князь вендів, Шверіна і Ратцебурга, граф Шверіна, землі Ростока і господар Штаргарда».
У 1820 році в обох частинах Мекленбургу нарешті було скасоване кріпацтво. Але, крім особистої свободи, селяни не отримали нічого. Земля зосталася в руках поміщиків — юнкерів, які тепер були звільнені від усіх соціальних зобов'язань перед колишніми підданими. Чимало колишніх кріпаків зрештою емігрували — зокрема до американського Вісконсину.
У 1837 році Фрідріха Франца I не стало. Мекленбург-шверінський престол успадкував його онук Пауль Фрідріх. Новий володар захопився реформами, впорядкуванням права, будівництвом шляхів, зокрема і проектуванням першої в Північній Німеччині залізниці. Столицю герцогства Пауль Фрідріх повернув із Людвіґслуста до Шверіна, де розпочалося будівництво нового палацу та театру. Невдовзі, однак, у місті виникла пожежа, в гасінні якої взяв участь і сам герцог. Під час боротьби з вогнем від застудився і за декілька днів помер.
Корона перейшла до 19-річного сина померлого — Фрідріха Франца ІІ. Від продовжив транспортні та будівельні проекти батька. Перша гілка залізниці Берлін — Гамбург, що проходила територією Мекленбург-Шверіна, була введена в експлуатацію у грудні 1846 року.
«Весна народів» сприяла появі власного революційного руху в Мекленбурзі. Восени 1848 року в державі з'явився перший демократично обраний ландтаг. 10 жовтня 1849 року, одними з останніх в революційній Німеччині депутати Мекленбург-Шверінського ландтагу ухвалили нову конституцію.
У 1867 році Велике герцогство приєдналося до Північнонімецького союзу, а у 1871 році — до Німецької імперії.
Після самогубства у 1918 році Адольфа Фрідріха VI, останнього великого герцога з дому Мекленбург-Штреліц, регентом герцогства став великий герцог Мекленбургу-Шверіна Фрідріх Франц IV, але перемовини про престолонаслідування та подальшу долю династії вже незабаром втратили сенс. Листопадова революція призвела до падіння у Мекленбурзі монархії. Фрідріх Франц IV зрікся і шверінського престолу і штреліцького регентства.